# Frankenstein (1931)
Frankenstein is een Amerikaanse drama-horrorfilm uit 1931 onder regie van James Whale. Deze baseerde het verhaal op het toneelstuk dat Peggy Webling schreef op basis van Mary Shelleys gelijknamige boek. Het verhaal van de film vertoont wel een groot aantal verschillen met dat van het boek. Voor Boris Karloff betekende zijn rol als het monster een doorbraak. De film werd een groot succes en kreeg meerdere vervolgen. In 1991 werd hij opgenomen in het National Film Registry.

## Verhaal
Dr. Henry Frankenstein is een briljant wetenschapper die bezeten is door het idee om dood weefsel nieuw leven in te blazen. Om zijn experimenten uit te voeren gaat hij 's nachts op pad om lijken op te graven samen met zijn gebochelde knecht Fritz. Henry staat op het punt om te trouwen met zijn verloofde Elizabeth en zo het landgoed van zijn vader te erven, maar hij verliest steeds meer de realiteit uit het oog en raakt volledig opgeslokt door zijn experimenten. 
Op een stormachtige nacht wordt zijn grootste levenswens vervuld wanneer hij zijn creatie, een man geheel gemaakt van onderdelen van lijken, door middel van de bliksem tot leven wekt. Het wezen lijkt aanvankelijk simpel en onschuldig, en doet gedwee wat Frankenstein hem beveelt, maar al snel krijgen Henry en Fritz het vermoeden dat het wezen gevaarlijk zou kunnen zijn en sluiten hem op in de kelder. Hun angst blijkt gegrond wanneer het monster uitbreekt en Fritz vermoordt. Henry realiseert zich zijn vergissing en wil, geholpen door zijn oude leermeester Dr. Waldman, het monster uitschakelen met een fatale injectie. Ze slagen erin het monster de injectie toe te dienen, maar het monster raakt er enkel bewusteloos door. Terwijl Henry naar zijn bruiloft gaat, ontwaakt het monster weer en vermoordt Waldman. Vervolgens ontsnapt het uit het kasteel. Na wat omzwervingen ontmoet het een boerendochter die er niet bang voor is, maar in zijn onwetendheid gooit hij haar in het water en ze verdrinkt. 
Wanneer Henry en Elizabeth horen dat Dr. Waldman vermoord is, beseft Frankenstein dat zijn monster is ontsnapt. Samen met een groep boeren begint Henry een klopjacht op het monster, die hen de bergen invoert. Daar raakt Henry gescheiden van de groep en wordt door het monster gevonden, die hem meeneemt naar een oude molen. Wanneer de boeren de molen belegeren, gooit het monster Henry naar beneden. Henry's val wordt echter gebroken door de wieken van de molen en hij overleeft de val. Terwijl een paar boeren hem huiswaarts dragen, verbranden de anderen de molen met het monster erbij.

## Rolverdeling
| Acteur           | Personage                 |
| ---------------- | ------------------------- |
| Colin Clive      | Henry Frankenstein        |
| Mae Clarke       | Elizabeth                 |
| John Boles       | Victor Moritz             |
| Boris Karloff    | Monster van Frankenstein  |
| Edward Van Sloan | Dr. Waldman / Aankondiger |
| Frederick Kerr   | Baron Frankenstein        |
| Dwight Frye      | Fritz                     |
| Lionel Belmore   | Burgemeester              |
| Marilyn Harris   | Maria                     |

## Achtergrond
De film zou aanvankelijk worden geregisseerd door Robert Florey. Naar aanleiding van zijn veel geprezen rol als Graaf Dracula, was Béla Lugosi de eerste keuze van Florey voor de rol van Dr. Frankenstein. Toen hij echter ongeschikt bleek voor deze rol, kreeg hij aangeboden in plaats daarvan het monster te spelen zodat de producenten in elk geval zijn naam op de filmposter konden vermelden. Na een aantal slechte ervaringen met de vele grime die hij voor deze rol dagelijks moest dragen, verliet Lugosi het project. Bovendien kon Lugosi zich niet vinden in het feit dat het monster in de film zou worden neergezet als een brute moordenaar zonder een greintje menselijkheid. Andere bronnen stellen echter dat Lugosi niet zelf ontslag nam, maar tegelijk met Robert Florey werd ontslagen. Lugosi zou jaren later alsnog het monster spelen in de film Frankenstein Meets the Wolf Man.
Na het vertrek van Florey nam James Whale de regie over. Hij liet het scenario herschrijven om zo het monster meer karakter te geven. Jack Pierce bedacht het bekende uiterlijk voor het monster. Kenneth Strickfaden was verantwoordelijk voor de speciale effecten rondom de creatie van het monster, met name de elektriciteit. Hiervoor werd onder andere een Teslatransformator gebruikt. Boris Karloff zag erg op tegen de betreffende scène, uit angst brandwonden op te lopen door de elektriciteit. 
Een scène waarin het monster een meisje in het water gooit en haar zo per ongeluk verdrinkt, werd lange tijd als te controversieel beschouwd. Onder andere in de staten Massachusetts, Pennsylvania, en New York werd deze scène daarom uit de film geknipt. Bioscopen in de staat Kansas wilden in totaal 32 scènes uit de film laten verwijderen, voordat ze bereid waren de film te vertonen. 
De film ging in première op 4 december 1931 in New York, en bracht in een week tijd 53.000 dollar op.

## Invloed
De film introduceerde een aantal elementen die niet in het oorspronkelijke boek voorkomen, maar tegenwoordig wel nauw verbonden zijn met Frankenstein en zijn monster:
- Frankensteins laboratorium.
- Het idee dat Frankenstein de lichaamsdelen voor zijn creatie 's nachts uit graven steelt.
- Dat Frankenstein bliksem gebruikt om zijn creatie tot leven te brengen.
- Het idee dat Frankenstein een assistent zou hebben, die in deze film nog Fritz heet maar in veel latere films en series de naam Igor krijgt.
- Frankensteins vreugdekreet "It's alive!" wanneer het monster met succes tot leven gewekt wordt.
- Een boze menigte die uiteindelijk gewapend met toortsen het monster opjaagt.